# コンプリート・アンノウン 〜私の知らない彼女〜
『コンプリート・アンノウン 〜私の知らない彼女〜』（原題:Complete Unknown）は2016年に公開された米英合作のスリラー映画である。監督はジョシュア・マーストン、主演はレイチェル・ワイズが務めた。本作は日本国内で劇場公開されなかったが、Amazonでの配信が行われている。

## 概略
ニューヨーク。クライドはアリス・マニングと名乗る女性とカフェで歓談していた。アリスはカエルの研究をしており、タスマニア島の調査を終えて帰ってきたのだという。アリスが「新しい友達が欲しい」と言ったので、クライドは彼女を同僚のトムが主催するパーティーに連れて行くことにした。アリスの姿を見たトムは仰天した。アリスの風貌が大学生時代の彼女、ジェニーに瓜二つだったからである。しかも、ジェニーは失踪していたのである。
パーティーの後、トムがアリスを問いただすと、アリスは自分がジェニーであったことをあっさり白状した。アリスはかつての自分を知る唯一の人間であるトムに会いに来たのだという。予期せぬ事態に困惑するトムに対し、アリスは自分のように生きることの素晴らしさを説くのだった。そして、場の勢いに流されるまま、トムも別人として振る舞うことの快感を味わってしまった。その結果、トムは「今まで通り家族に縛られた生き方をするべきなのか、それともアリスのように自由な生き方をするべきなのか」という問題に直面し、頭を抱えることになった。

## キャスト
- レイチェル・ワイズ - アリス・マニング
- マイケル・シャノン - トム
- キャシー・ベイツ - ニーナ
- ダニー・グローヴァー - ロジャー
- コンドーラ・ラシャド - シャロン
- クリス・ローウェル - ブラッド
- テッサ・アルバートソン - ティルダ
- ケリー・オーコイン - デイヴ
- アジタ・ガニザーダ - ラミナ
- マイケル・チャーナス - クライド
- ザック・アペルマン - マルコム
- フランク・デ・ジュリオ - マーク
- オマー・メトワリー - ファーシャド

## 製作
2014年11月5日、ジョシュア・マーストン監督の新作映画にレイチェル・ワイズとマイケル・シャノンが起用されたと報じられた。2015年2月23日、キャシー・ベイツとダニー・グローヴァーがキャスト入りした。12月2日、ダニー・ベンシーとソーンダー・ジュリアーンズが本作で使用される楽曲を手掛けるとの発表があった。

## 公開・マーケティング
2016年1月19日、アマゾン・スタジオズが本作の全米配給権を獲得したとの報道があった。25日、本作はサンダンス映画祭でプレミア上映された。4月14日、アマゾン・スタジオズは本作の全米配給をIFCフィルムズと共同で行うと発表した。8月10日、本作のオフィシャル・トレイラーが公開された。

## 評価
本作に対する批評家からの評価は平凡なものに留まっている。映画批評集積サイトのRotten Tomatoesには72件のレビューがあり、批評家支持率は52%、平均点は10点満点で5.68点となっている。また、Metacriticには24件のレビューがあり、加重平均値は58/100となっている。